# Suhor (gmina Kostel)
Suhor – wieś w Słowenii, w gminie Kostel. W 2018 roku liczyła 1 mieszkańca.